# Marimbault
Marimbault – miejscowość i gmina we Francji, w regionie Nowa Akwitania, w departamencie Żyronda.
Według danych na rok 1990 gminę zamieszkiwały 83 osoby, a gęstość zaludnienia wynosiła 12 osób/km² (wśród 2290 gmin Akwitanii Marimbault plasuje się na 1092. miejscu pod względem liczby ludności, natomiast pod względem powierzchni na miejscu 1286.).